# Op de zere plek
Op de zere plek is een jeugdboek uit de reeks Dwarslijnen geschreven door David Hill. Het boek verscheen in 2005 in het Nederlands. De oorspronkelijke titel is Right Where It Hurts en het boek werd vertaald door Han van der Vegt. Het boek is voor jongeren boven de veertien jaar en handelt over vriendschap, liefde en zelfverminking.

## Het verhaal
Slade verhuist met zijn moeder en stiefvader naar Green Harbour, een stadje waar veel welgestelde families wonen. Op zijn nieuwe school merkt Slade al snel dat hij bij de ‘armen’ hoort, hij woont immers niet in een villa met huispersoneel. De eerste dag ontmoet hij Mallory Garner, de ‘supervrouw’ van de school. Hij wil niets met haar te maken krijgen tot ze toevallig in gesprek geraken. Slade moet toegeven dat hij zich vergist heeft in haar maar ontdekt ook dat ze zich niet helemaal bloot geeft. Tot zijn grote verbazing ziet hij hoe ze zichzelf pijn doet nadat ze een pianoconcert verknald heeft. Hij beseft dat er meer met haar aan de hand is dan ze toegeeft en verplicht haar om haar gedrag onder ogen te zien. Ze beginnen een relatie maar Slade durft niet geloven dat ze niet meer aan zelfverminking doet. Wanneer haar ouders haar blijven verplichten om medicijnen te gaan studeren, slaat ze helemaal door.
Dit is een keiharde confrontatie met een actueel tienerprobleem. De vlotte Slade trekt zijn plan in een nieuwe school, hij toont onmiddellijk zijn interesse in de schrijversgroep en vindt snel een vriend. Hij durft toegeven dat zijn afkeer van Mallory gebaseerd was op vooroordelen maar wanneer hij met haar problemen te maken krijgt, haakt hij niet onmiddellijk af. Hij tracht informatie te vinden en te helpen. Zijn gevoelsleven verwerkt hij in zijn gedichten en reageert hij af als hij gaat fietsen. Deze tiener zit goed in zijn vel, ook al krijgt hij te maken met problemen van anderen. Hij kan goed opschieten met zijn stiefvader en heeft een goede band met zijn moeder. Dat staat in schril contrast met de situatie bij Mallory thuis. Haar vader is veel weg en haar moeder is erg veeleisend. Ze leggen de lat voor Mallory zo hoog dat ze er nooit aan zal kunnen voldoen. Daarom begint ze zichzelf te straffen. Slade ziet het probleem, trekt het zich aan en zoekt naar een oplossing. Toch moet het eerst tot een bijna fatale uitbarsting komen vooraleer de ouders van Mallory inzien dat er een probleem is.